# Bitka pri Varni
Bitka pri Varni se je dogajala 10. novembra 1444 pri Varni v vzhodni Bolgariji. Osmanska vojska pod poveljstvom sultana Murata II. je porazila združeno ogrsko-poljsko in vlaško vojsko pod poveljstvom Vladislava III. Poljskega, ki je bil tudi ogrski kralj, Jánosa Hunyadija in Mircee II. Vlaškega. Bitka je bila zadnja bitka v križarskem pohodu na Varno.

## Ozadje
V Ogrskem kraljestvu se je po smrti kralja Sigismunda Luksemburškega leta 1437 začela kriza. Njegov zet in naslednik Albert II. Nemški je vladal samo dve leti in leta 1439 umrl. Za seboj je pustil vdovo Elizabeto Luksemburško in nerojenega sina Ladislava Posmrtnega. Ogrsko plemstvo je za novega kralja izvolilo mladega Vladislava III. Poljskega v pričakovanju, da bo Ogrsko branil pred Osmanskim cesarstvom. Vladislav se po kronanju v Budimpešti ni več vrnil v domovino in vladal na Ogrskem skupaj z vplivnim plemičem Janošem Hunyadijem. 
Po neuspelem pohodu na Beograd in Transilvanijo in porazih na Hunyadijevem "dolgem pohodu" v letih 1442-1443 je sultan Murat II. z Ogrsko sklenil desetletno premirje. Murat II. je po sklenitvi miru s Karamanskim emiratom v Anatoliji avgusta 1444 prestol prepustil svojemu dvanajst let staremu sinu Mehmedu II.
Mlad in neizkušen osmanski sultan je spodbudil Ogrsko, da je začela sodelovati z Beneško republiko in papežem Evgenom IV. v organiziranju nove križarske vojske pod poveljstvom Hunyadija in Vladislava III.  Ko je za dogovarjanje izvedel Mehmed II., se je zavedal, da se mlad in neizkušen ne bo mogel uspešno vojskovati s koalicijo. Pozval je očeta Murata II., naj se vrne na prestol in prevzame poveljevanje osmanski vojski, kar je Murat zavrnil. Jezen na svojega očeta, ki je v Anatoliji v miru užival zasluženi pokoj, mu je napisal:
"Če si sultan, pridi in vodi svojo vojsko. Če sem sultan jaz, ti ukazujem, da prideš in vodiš mojo vojsko."
Murat II. se je vrnil in prevzel poveljevanje osmanski vojski.

## Priprave
Papeško vojsko so sestavljali predvsem Ogri, Poljaki in Čehi (skupaj 16.000 mož) in Vlahi (7.000 mož). V njej so bili tudi manjši oddelki papeževih vitezov, tevtonskih vitezov, Bosancev, Hrvatov, Bolgarov, Litvancev in Rusinov.
Papeške, beneške in genovske ladje pod poveljstvom Alviseja Loredana so blokirale Dardanele, da je lahko ogrska vojska nemoteno prodirala proti Varni, kjer naj bi se vkrcala na papeške ladje, odplula proti Konstantinoplu in izgnala Osmane iz Evrope. Ogrska vojska je prodirala hitro in obšla osmanske trdnjave. Na poti so se ji pridružili Bolgari iz Vidina, Orjahova in Nikopolja pod poveljstvom Fružina, sina Ivana Šišmana. Pohoda se je udeležila tudi Fružinova osebna straža. 10. oktobra se je vojski pridružilo približno 7.000 konjenikov Mircee II., enega od sinov Vlada II. Drakula. V krščanski vojski je bilo tudi nekaj armenskih beguncev, ki so pred osmanskim nasiljem zbežali na Ogrsko.

## Razporejanje enot
9. novembra se je velika osmanska vojska okoli 25.000 mož približala Varni z zahoda. Hunyadi je ponoči sklical vrhovni vojaški svet, na katerem je apostolski legat Giuliano Cesarini vztrajal na hitrem umiku. Krščanska vojska je bila ujeta med sovražnika, Črno morje, jezero Varna in strma pobočja planote Franga, visoke 356 m.  Cesarini je nato predlagal, da se do prihoda ladij za obrambo  uporabi husitski vagenburg iz  bojnih voz. Ogrski magnati ter hrvaški in češki poveljniki so se z njim strinjali, dvajsetletni Vladislav in Hunyadi pa sta obrambno taktiko zavrnila. Hunyadi je ob tem izjavil, da je beg nemogoč, vdaja pa nepredstavljiva, zato preostane samo hraber in časten boj. Vladislav je poveljevanje prepustil bolj izkušenemu Hunyadiju. Andreas del Palatio omenja, da je Hunyadi poveljeval vlaški vojski, kar kaže, da je bila to njegova osebna vojska.
Zjutraj 10. novembra je Hunyadi razporedil okoli 20.000 križarjev v loku od jezera Varna do pobočij planote. Fronta je bila dolga okoli 3,5 km. V centru fronte sta bila dva oddelka konjenice s skupaj 3.500 možmi, v katerih je bila tudi poljska in ogrska telesna straža, ogrski kraljevi najemniki in ogrsko plemstvo.  Vlaška konjenica je bila v rezervi za sredino fronte.
Desno krilo, naslonjeno na planoto, je imelo 5 oddelkov s 6.500 možmi.  Varadinski škof Jan Dominek je osebno poveljeval svojemu oddelku, Cesarini   nemškemu in bosanskemu oddelku, egerski škof svojemu oddelku, guverner Slavonije ban Franko Taloci pa hrvaškemu oddelku.
Levo krilo s skupaj 5.000 možmi je imelo pet oddelkov, katerim je poveljeval Hunyadijev svak Michael Szilágyi.  V oddelkih so bili Hunyadijevi Transilvanci, Bolgari, nemški najemniki in oddelek ogrskih mogotcev. Za Ogri je bil husitski vagenburg s 300 ali 600 Čehi in Rusini pod poveljstvom hetmana Cejka, Poljaki, Litvanci in Vlahi. Vsak voz je imel 7 do 10 vojakov, oboroženih tudi z bombardami.
V centru osmanske vojske so bili janičarji in naborniki iz Rumelije, razporejeni okoli tračanskih pogrebnih gomil. Murat je vodil vojsko z vrha ene od gomil. Janičarji so pred seboj izkopali jarke in postavili dva palisadi. Na desnem krilu so bili kapikuli in spahije iz Rumelije, na levem krilu pa akindžije  in  spahije iz Anatolije in druga vojska. Janičarski lokostrelci in akinška lahka konjenica je bila razporejena na planoti Franga.

## Bitka
Bitka se je začela z napadom osmanske konjenice na Hrvate bana Talosija, ki so ga so branilci ustavili z bombardami in strelnim orožjem. Krščanski vojaki so v neurejeni formaciji zasledovali bežeče Osmane in padli v zasedo anatolske konjenice. Krščansko desno krilo je poskušalo pobegniti v majhno trdnjavo Galata na drugi strani zaliva Varna, vendar so večino vojakov pobili v močvirju okoli jezera Varna in reke Devnje. Ubit je bil tudi njihov poveljnik Cesarini. Oddelkom bana Talosija je uspel umik v vagenburg.
Drugo krilo osmanske vojske je napadlo Ogre in Bolgare Mihaela Szilagyija. Njihov napad je bil ustavljen in napadalci so se umaknili. Sledil je nov napad spahij. Hunyadi je z dvama četama konjenice odšel na pomo Szilagyiju  in svetoval Vladislavu, naj počaka, dokler se ne vrne. Mladi kralj njegovega nasveta ni upošteval in s 500 poljskimi vitezi napadel center osmanske vojske. Poskus, da bi porazil janičarsko pehoto mu je skoraj uspel, vendar je njegov konj pred Muratovim šotorom padel v past ali bil smrtno ranjen. Osmanski najemniki so kralja posekali in nato obglavili. Demoralizirane ostanke njegove konjenice so Osmani porazili.
Hunyadi je po vrnitvi ves iz sebe iskal kraljevo truplo, vendar  ga ni načel in ukazal umik ostankov svoje vojske, ki je bila v kaotični bitki skoraj v celoti uničena. Kraljevega trupla in glave niso nikoli našli. Osmani so veliko ujetih križarjev pobili ali prodali v suženjstvo. 
Minnesänger Michael Beheim (1416 – okoli 1472) je napisal pesnitev, zasnovano na zgodbi Hansa Mergesta, ki je po bitki preživel 16 let v osmanskem ujetništvu.

## Posledice
Po smrti Vladislava III. je oblast na Ogrskem prišla v roke štiri leta starega češko-ogrskega kralja Ladislava Posmrtnega. Vladislava je na Poljskem po štirih letih medvladja nasledil Kazimir IV. Jagielo. 
Muratove izgube v bitki so bile velike in šele tri dni po bitki mu je postal jasno, da je zmagal. Muratova zmaga v bitki pri Varni in drugi bitki na Kosovskem polju leta 1448 sta tako zastrašile evropske države, da niso do obleganja Konstantinopla leta 1453 proti Osmanom poslale nobene  omembe vredne vojske. 
Osmani so z zmago odstranili pomembne nasprotnike njihovega širjenja v srednjo in vzhodno Evropo. V naslednjih bitkah so prisilili veliko evropskih vladarjev, da so postal njihovi podložniki.

## Zapuščina
Poljaki so v  bitki padlega poljskega kralja preimenovali v Vladislava III Varnskega.
V spomin na bitko pri Varni je na Spomeniku neznanemu junaku v Varšavi napis  "WARNA 10 XI 1444".